# Lioudmila Saounina
Lioudmila Nikolaïevna Saounina (en russe : Людмила Фёдоровна Саунина, en anglais Ludmila Saunina) est une joueuse d'échecs soviétique puis russe née le 9 juillet 1952 à Iekaterinbourg.

## Biographie et carrière
Saonina  remporta le championnat de la République soviétique de Russie en 1972, 1979, 1985 et 1986.
Elle fut classée septième joueuse mondiale en juillet 1972. Elle reçut le titre de maître international féminin en 1973.
Strountiskaïa a remporté le championnat du monde senior féminin (plus de 50 ans) à deux reprises (en 2005 et 2006. Après sa victoire en 2005, elle reçut le titre de grand maître international féminin.
Elle remporta également le championnat d'Europe senior en 2009.